# 川﨑太雅
川﨑 太雅（かわさき たいが、2001年5月10日 - ）は、ジャパンラグビーリーグワントヨタヴェルブリッツに所属するラグビーユニオン選手。

## プロフィール
- 福岡県出身[1]。
- ポジションはプロップ(PR)。
- 身長 171 cm、体重 106 kg
- U17日本代表に選ばれたことがある。

## 略歴
2020年、東福岡高校卒業後、早稲田大学に入る。なお東福岡高校時代、高校日本代表に選ばれたことがある。
2024年、アーリーエントリーでトヨタヴェルブリッツに加入。
2025年2月22日に行われたJAPAN RUGBY LEAGUE ONE第9節交流戦トヨタヴェルブリッツ戦にて途中出場でリーグワン公式戦初出場を果たした。